# Пусарла Венката Сінду
Пусарла Венката Сінду (англ. Pusarla Venkata Sindhu, нар. 5 липня 1995) — індійська бадмінтоністка, срібна призерка Олімпійських ігор 2016 року, бронзова призерка Олімпійських ігор 2020 року.

## Виступи на Олімпіадах
| Олімпіада           | Дисципліна       | Місце |
| ------------------- | ---------------- | ----- |
| Ріо-де-Жанейро 2016 | одиночний розряд | 2     |
| Токіо 2020          | одиночний розряд | 3     |